# Takayama, Nagano
Takayama (japanska: 高山村?, Takayama-mura) är en landskommun (by) i Nagano prefektur i Japan.  